# IL9R
白介素-9受体（英語：Interleukin-9 receptor，缩写IL9R）也称为分化簇129（CD129，cluster of differentiation 129）是一种细胞表面蛋白质，由人类基因 IL9R 编码，其基因位于X与Y染色体上的偽體染色體區。